# オヨナ・ラグビー
オヨナ・ラグビー（仏: Oyonnax Rugby）は、フランスのオヨナに本拠地を置くラグビーユニオンクラブである。スタジアムはスタッド・シャルル＝マトン。プロD2（2部）に所属。2018年5月31日までの名称はユニオン・スポルティヴ・オヨナ・ラグビー（Union Sportive Oyonnax Rugby）。

## 歴史
1906年創設。
2017-18シーズン後にトップ14から降格。
2022-23シーズンにて昇格プレーオフで優勝して昇格決定するも、2023-24シーズン最下位に終わって1シーズンで降格。

## タイトル
- フランス選手権プロD2（2部リーグ）
  - 優勝 1回（2022）

## スコッド
- マヌエル・レインデカル(ウルグアイ代表)
- ヴァシル・ロブジャニゼ(ジョージア代表)
- クリス・ファレル(アイルランド代表)
- ルーカス・メンサ(アルゼンチン代表)
- マルティン・ボガド(アルゼンチン代表)
- アフシパ・タウモエペアウ(トンガ代表)

## 歴代所属選手
- ヴァンサン・ドゥバティー(フランス代表)
- パウラ・ヌガウアモ(トンガ代表)
- ジョシュ・ティレル(サモア代表)
- UJ・セウテニ(サモア代表)
- ソアネ・トンガウィラ(トンガ代表)
- ヴィリアミ・マアフ(トンガ代表)
- ネミア・ソンゲタ(フィジー代表)
- ピエトロ・チェッカレリ(イタリア代表)
- ジュゼ・リマ(ポルトガル代表)
- アクセル・ムジェル(アルゼンチン代表)
- ルーカス・ゴンサレス・アモロシーノ(アルゼンチン代表)
- ベンハミン・ウルダピジェタ(アルゼンチン代表)
- バレンティン・ウルサケ(ルーマニア代表)
- ミハイ・ラザール(ルーマニア代表)
- マウリエ・ファーサヴァル(サモア代表)
- マイルズ・エドワーズ
- フェトゥウ・ヴァイニコロ(トンガ代表)
- アントワーヌ・ゼグダル(7人制フランス代表)
- ジェイミー・カドモア(カナダ代表)
- ホラツィウ・プンジェア(ルーマニア代表)
- バレンティン・ウルサチェ(ルーマニア代表)
- ゲオルゲ・ガジオン(ルーマニア代表)
- ローリー・サザーランド(スコットランド代表)
- テイラー・パリス(カナダ代表)
- ガビリエル・ロヴォンバラヴ(フィジー代表)
- シャルリ・カッサン
- スティーブ・マフィ(トンガ代表)
- ペドロ・ベタンクール(ポルトガル代表)
- マートゥリマヌ・レイアタウア(サモア代表)